# 1156
| [ Edytuj tabelę ]          | |
| Książę Małopolski          | - 1146 Bolesław IV Kędzierzawy 1173                                                                |
| Książę Wielkopolski        | - 1138 Mieszko III Stary 1177                                                                      |
| Król Angkoru               | - 1150 Dharanindrawarman II 1160                                                                   |
| Król Anglii                | - 1154 Henryk II 1189                                                                              |
| Król Aragonii              | - 1137 Petronela Aragońska 1164                                                                    |
| Hrabia Barcelony           | - 1131 Rajmund Berengar IV Święty 1162                                                             |
| Książę Bawarii             | - 1141 Henryk XI Jasomirgott 1156 - 1156 Henryk XII Lew 1180                                       |
| Margrabia Brandenburgii    | - 1144 Albrecht Niedźwiedź 1170                                                                    |
| Książę Burgundii           | - 1143 Eudes II 1162                                                                               |
| Cesarz Bizancjum           | - 1143 Manuel I Komnen 1180                                                                        |
| Cesarz Chin                | - 1127 Song Gaozong 1162                                                                           |
| Książę Czech               | - 1140 Władysław II 1172                                                                           |
| Król Danii                 | - 1146 Kanut V 1157 - 1146 Swen III Grade 1157                                                     |
| Władca Egiptu              | - 1154 Al-Fa’iz 1160                                                                               |
| Król Francji               | - 1137 Ludwik VII Młody 1180                                                                       |
| Król Gruzji                | - 1125 Dymitr I 1156 - 1156 Dawid V 1156 - 1156 Jerzy III 1184                                     |
| Hrabia Holandii            | - 1121 Dirk VI 1157                                                                                |
| Cesarz Japonii             | - 1155 Go-Shirakawa 1158                                                                           |
| Kalif                      | - 1136 Al-Muqtafi 1160                                                                             |
| Król Kastylii              | - 1126 Alfons VII 1157                                                                             |
| Wielki książę Kijowa       | - 1155 Jerzy Dołgoruki 1157                                                                        |
| Patriarcha Konstantynopola | - 1154 Konstantyn IV Chliaren 1156 - 1156 Łukasz Chryzoberges 1169                                 |
| Władca Korei               | - 1146 Ŭijong 1170                                                                                 |
| Kalif Maroka               | - 1147 Abd al-Mumin 1163                                                                           |
| Król Nawarry               | - 1150 Sancho VI 1194                                                                              |
| Król Norwegii              | - 1136 Inge I Garbaty 1161 - 1142 Eystein II 1157                                                  |
| Książę Obodrzyców          | - 1131 Niklot 1160                                                                                 |
| Hrabia Palatynatu          | - 1155 Konrad Hohenstauf 1195                                                                      |
| Papież                     | - 1154 Hadrian IV 1159                                                                             |
| Król Portugalii            | - 1139 Alfons I 1185                                                                               |
| Sułtan Rumu                | - 1116 Masud I 1156 - 1156 Kilidż Arslan II 1192                                                   |
| Książę Rusi halickiej      | - 1153 Jarosław Ośmiomysł 1187                                                                     |
| Cesarz Rzymski (niemiecki) | - 1155 Fryderyk I Barbarossa 1190                                                                  |
| Książę Saksonii            | - 1142 Henryk Lew 1180                                                                             |
| Sułtan Wielkich Seldżuków  | - 1118 Ahmad Sandżar 1157                                                                          |
| Król Szkocji               | - 1153 Malcolm IV 1165                                                                             |
| Król Szwecji               | - 1130 Swerker I Starszy 1156 - 1155 Karol Sverkersson 1167 - 1156 Eryk IX Święty Jedvardsson 1160 |
| Doża Wenecji               | - 1148 Domenico Morosini 1156 - 1156 Vitale II Michiel 1172                                        |
| Król Węgier                | - 1141 Gejza II 1161                                                                               |

Rok 1156 / MCLVI
stulecia: XI wiek ~
XII wiek ~
XIII wiek

lata: 1146 «
1151 «
1152 «
1153 «
1154 «
1155 «
1156
» 1157
» 1158
» 1159
» 1160
» 1161
» 1166

## Wydarzenia na świecie
- 28 maja – armia sycylijska w bitwie pod Brundizjum rozgromiła Bizantyjczyków, kładąc kres ich panowaniu w południowej Italii.
- 17 września – Austria uniezależniła się od Bawarii i stała się księstwem rządzonym przez Henryka II.

- W Wenecji utworzono pierwszy bank na świecie.

## Urodzili się
- 27 października – Rajmund VI z Tuluzy, hrabia Tuluzy (ur. 1222)

## Zmarli
- 9 marca – Aleksander z Malonne, biskup płocki (ur. ?)
- 20 lipca – Toba, cesarz Japonii (ur. 1103)
- 25 grudnia – Swerker I Starszy, król Szwecji (ur. ?)
- data dzienna nieznana:
  - Dymitr I, król Gruzji (ur. 1093)
  - Hoel III Bretoński, książę Bretanii (ur. ?)